# Cedi Osman
Pour les articles homonymes, voir Osman.
Cedi Osman, né le 8 avril 1995 à Ohrid en Macédoine, est un joueur turc de basket-ball. Il évolue au poste d'ailier.

## Biographie

### Carrière professionnelle

#### Anadolu Efes (2007-2017)
Le 25 juin 2015, Osman  est sélectionné en 31ème position par les Timberwolves du Minnesota. Ses droits de draft, ainsi que ceux de Rakeem Christmas et un futur choix de draft sont, par la suite, envoyés aux Cavaliers de Cleveland en échange de Tyus Jones.

#### Cavaliers de Cleveland (2017-2023)
En juillet 2017, Cedi Osman signe un contrat avec les Cavaliers de Cleveland en NBA. Il signe un contrat pour trois ans et 8,3 millions de dollars.
Le 26 octobre 2019, il signe une extension de contrat avec les Cavaliers.

#### Spurs de San Antonio (2023-2024)
En juillet 2023, il est transféré aux Spurs de San Antonio via un échange à trois équipes impliquant aussi le Heat de Miami.

#### Retour en Europe (depuis 2024)
En septembre 2024, Osman s'engage avec le Panathinaïkos, club athénien et champion d'Europe en titre.

### Sélection nationale
En juillet 2014, Osman fait partie de l'équipe de Turquie qui dispute le championnat d'Europe des 20 ans et moins. La Turquie remporte la compétition et Osman élu meilleur joueur du championnat. Il est aussi dans l'équipe-type de la compétition avec le Bulgare Aleksandar Vezenkov, l'Espagnol Willy Hernangómez, le Serbe Nikola Janković et le Slovène Matic Rebec. Osman finit la compétition avec des moyennes de 13,7 points, 4,1 rebonds et 2,5 passes décisives.
En janvier 2015, Osman termine troisième au titre du meilleur jeune joueur européen de l'année 2014, derrière son coéquipier à Efes Dario Šarić et Giánnis Antetokoúnmpo.

## Palmarès

### Sélection nationale
- Champion d'Europe des 18 ans et moins 2013
- Champion d'Europe des 20 ans et moins 2014

### Distinctions personnelles
- MVP du championnat d'Europe des 20 ans et moins 2014

## Statistiques en NBA

### Saison régulière
| Saison    | Équipe    | Matchs | Titul. | Min./m | % Tir | % 3pts | % LF | Rbds/m. | Pass/m. | Int/m. | Ctr/m. | Pts/m. |
| --------- | --------- | ------ | ------ | ------ | ----- | ------ | ---- | ------- | ------- | ------ | ------ | ------ |
| 2017-2018 | Cleveland | 61     | 12     | 11,0   | 48,4  | 36,8   | 56,5 | 1,97    | 0,67    | 0,36   | 0,05   | 3,90   |
| 2018-2019 | Cleveland | 76     | 75     | 32,2   | 42,7  | 34,8   | 77,9 | 4,70    | 2,57    | 0,79   | 0,14   | 13,04  |
| 2019-2020 | Cleveland | 65     | 65     | 29,4   | 43,7  | 38,3   | 67,0 | 3,55    | 2,37    | 0,83   | 0,25   | 11,05  |
| 2020-2021 | Cleveland | 59     | 26     | 25,6   | 37,4  | 30,6   | 80,0 | 3,41    | 2,95    | 0,90   | 0,15   | 10,39  |
| 2021-2022 | Cleveland | 66     | 3      | 22,1   | 43,2  | 35,7   | 66,4 | 2,21    | 2,05    | 0,79   | 0,15   | 10,74  |
| 2022-2023 | Cleveland | 77     | 2      | 20,1   | 45,1  | 37,2   | 69,4 | 2,30    | 1,50    | 0,50   | 0,10   | 8,70   |
| Carrière  | Carrière  | 404    | 183    | 23,6   | 42,7  | 35,3   | 71,5 | 3,00    | 2,00    | 0,70   | 0,10   | 9,70   |

Dernière mise à jour le 2 juillet 2023

### Playoffs
| Saison   | Équipe    | Matchs | Titul. | Min./m | % Tir | % 3pts | % LF | Rbds/m. | Pass/m. | Int/m. | Ctr/m. | Pts/m. |
| -------- | --------- | ------ | ------ | ------ | ----- | ------ | ---- | ------- | ------- | ------ | ------ | ------ |
| 2018     | Cleveland | 14     | 0      | 4,4    | 33,3  | 14,3   | 25,0 | 0,50    | 0,21    | 0,21   | 0,00   | 1,00   |
| 2023     | Cleveland | 5      | 0      | 18,6   | 36,0  | 30,0   | 66,7 | 3,00    | 1,00    | 0,40   | 0,20   | 6,00   |
| Carrière | Carrière  | 19     | 0      | 8,2    | 34,9  | 25,9   | 53,8 | 1,20    | 0,40    | 0,30   | 0,10   | 2,30   |

Dernière mise à jour le 2 juillet 2023

## Records sur une rencontre en NBA
Les records personnels de Cedi Osman en NBA sont les suivants, :
| Type de statistique        | Saison régulière | Saison régulière                | Saison régulière | Playoffs | Playoffs             | Playoffs      |
| Type de statistique        | Record           | Adversaire                      | Date             | Record   | Adversaire           | Date          |
| -------------------------- | ---------------- | ------------------------------- | ---------------- | -------- | -------------------- | ------------- |
| Points                     | 29               | 2 fois                          | 2 fois           | 10       | @ Knicks de New York | 23 avril 2023 |
| Paniers marqués            | 11               | 2 fois                          | 2 fois           | 3        | Knicks de New York   | 15 avril 2023 |
| Paniers tentés             | 20               | 2 fois                          | 2 fois           | 9        | Knicks de New York   | 18 avril 2023 |
| Paniers à 3 points réussis | 7                | Clippers de Los Angeles         | 29 janvier 2023  | 2        | 2 fois               | 2 fois        |
| Paniers à 3 points tentés  | 14               | Bucks de Milwaukee              | 26 janvier 2022  | 7        | Knicks de New York   | 18 avril 2023 |
| Lancers francs réussis     | 7                | 2 fois                          | 2 fois           | 5        | @ Knicks de New York | 23 avril 2023 |
| Lancers francs tentés      | 9                | 2 fois                          | 2 fois           | 7        | @ Knicks de New York | 23 avril 2023 |
| Rebonds offensifs          | 6                | Timberwolves du Minnesota       | 1er février 2021 | 1        | 2 fois               | 2 fois        |
| Rebonds défensifs          | 12               | @ Nuggets de Denver             | 11 janvier 2020  | 5        | 2 fois               | 2 fois        |
| Rebonds totaux             | 12               | 3 fois                          | 3 fois           | 6        | Knicks de New York   | 18 avril 2023 |
| Passes décisives           | 12               | Pelicans de La Nouvelle-Orléans | 31 janvier 2022  | 2        | 3 fois               | 3 fois        |
| Interceptions              | 4                | 2 fois                          | 2 fois           | 1        | 5 fois               | 5 fois        |
| Contres                    | 2                | 2 fois                          | 2 fois           | 1        | Knicks de New York   | 18 avril 2023 |
| Balles perdues             | 6                | Pacers de l'Indiana             | 27 octobre 2018  | 3        | Knicks de New York   | 18 avril 2023 |
| Minutes jouées             | 50               | Nets de Brooklyn                | 20 janvier 2021  | 21       | Raptors de Toronto   | 7 mai 2018    |

- Double-double : 8
- Triple-double : 0

Dernière mise à jour : 30 janvier 2023

## Vie privée
Cedi Osman est né en Macédoine d'un père d'origine turque et d'une mère d'origine bosnienne. Son frère, Dzaner Osman, est également basketteur professionnel. 